# Zwoleń (gmina)
Pour les articles homonymes, voir Zwoleń.
La gmina Zwoleń est un district administratif situé en milieu mixte (urbain-rural) du powiat de Zwoleń dans la voïvodie de Mazovie, dans le centre-est de la Pologne.
Son siège administratif (chef-lieu) est la ville de Zwoleń, qui se situe environ 104 km au sud-est de Varsovie (capitale de la Pologne).
La gmina couvre une superficie de 161,12 km2 pour une population de 15 233 habitants en 2006, dont 8 176 habitants dans la ville de Zwoleń et une population dans la partie rurale de la gmina de 7 057 habitants.

## Histoire
De 1975 à 1998, la gmina appartenait administrativement à la voïvodie de Radom.

## Géographie

### Villages
Outre la ville de Zwoleń, la gmina comprend les villages de :

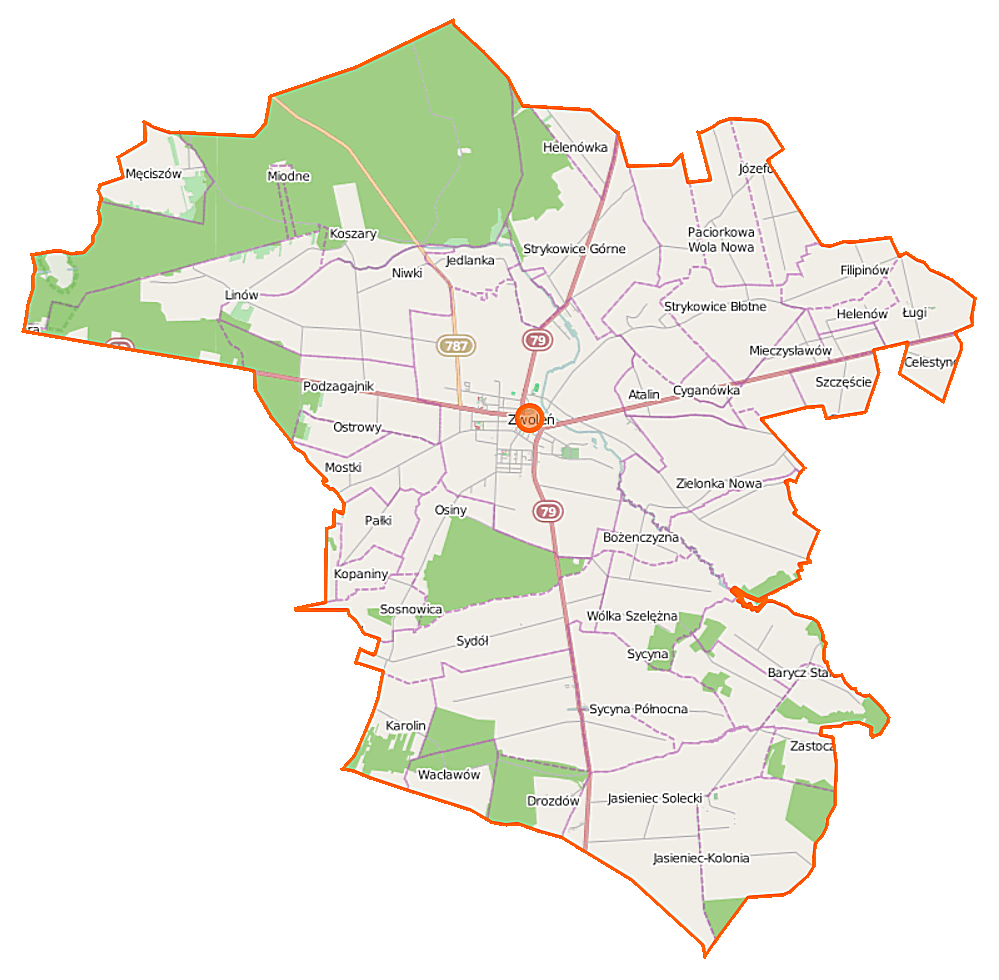
Plan de la gmina

- Atalin
- Barycz Nowa
- Barycz Stara
- Barycz-Kolonia
- Bożenczyzna
- Celestynów
- Cyganówka
- Drozdów
- Filipinów
- Helenów
- Helenówka
- Jasieniec Solecki
- Jasieniec-Kolonia
- Jedlanka
- Józefów
- Karczówka
- Karolin
- Kopaniny
- Koszary
- Linów
- Linów-Leśniczówka
- Ługi
- Męciszów
- Melanów
- Michalin
- Mieczysławów
- Miodne-Gajówka
- Miodne-Leśniczówka
- Mostki
- Motorzyny-Leśniczówka
- Niwki
- Osiny
- Ostrowy
- Paciorkowa Wola Nowa
- Paciorkowa Wola Stara
- Pałki
- Podlinówek
- Podzagajnik
- Sosnowice
- Strykowice Błotne
- Strykowice Górne
- Strykowice Podleśne
- Sycyna Północna
- Sycyna Południowa
- Sycyna-Kolonia
- Sydół
- Szczęście
- Wacławów
- Wacławów-Gajówka
- Wólka Szelężna
- Zastocze
- Zielonka Nowa
- Zielonka Stara

### Gminy voisines
La gmina de Zwoleń est bordée des gminy de :
- Chotcza
- Ciepielów
- Gózd
- Kazanów
- Pionki
- Policzna
- Przyłęk
- Tczów

## Structure du terrain
D'après les données de 2002, la superficie de la commune de Zwoleń est de 161,12 km2, répartis comme telle :
- terres agricoles : 69 %
- forêts : 24 %

La commune représente 28,21 % de la superficie du powiat.

## Démographie
Données du 30 juin 2004 :
| Description        | Total  | Total | Femmes | Femmes | Hommes | Hommes |
| ------------------ | ------ | ----- | ------ | ------ | ------ | ------ |
| Unité              | Nombre | %     | Nombre | %      | Nombre | %      |
| Population         | 15 243 | 100   | 7 805  | 51,2   | 7 438  | 48,8   |
| Densité (hab./km²) | 94,6   | 94,6  | 48,4   | 48,4   | 46,2   | 46,2   |